# Хадик, Карл Йозеф
Карл Йозеф граф Гадик фон Футак (нем. Karl Joseph von Hadik-Futak; 28 октября 1756, Лейчау, Венгерское королевство — 24 июля 1800, Алессандрия, Италия) — венгерский дворянин, австрийский военный, фельдмаршал-лейтенант с 1796 года, кавалер с 1792 и командор с 1796 года Ордена Марии Терезии.

## Биография
Будучи вторым сыном фельдмаршала Андреаса Гадика фон Футака, поступил на службу в Имперскую армию в возрасте 17 лет. Произведен в капитаны 1 марта 1776 года, принял участие в Войне за баварское наследство.
В 1779 году он стал майором в полку своего отца (позже Гусарский полк № 6), в 1784 году подполковником и в 1789 году полковником. Во время австро-турецкой войны он взял отпуск в своем полку, пошел добровольцем и отличился под Белградом.
В 1790 году Гадик вернулся со своим полком в Австрийские Нидерланды. В 1792 году отличился в Мобеже и Берлемоне (29 сентября), а также в Ваттиньи (15 октября), за что получил Рыцарский крест ордена Марии Терезии. В 1794 году присвоено звание генерал-майора, а в 1796 году — фельдмаршал-лейтенанта.
В 1796 году Гадик снова проявил себя, особенно 24 августа в сражении при Амберге, 3 сентября в сражении при Вюрцбурге и 6 сентября при Ашаффенбурге, за что получил ещё и Командорский крест ордена. В кампании 1799 года в северной Италии он отличился в битве при Нови (6 ноября), в которой лично вел в бой первую кавалерийскую атакующую колонну. 26 мая 1800 года года Гадик командовал самостоятельно в бою при Романо-Кьюзелло, где столкнулся с французским генералом Ланном. Тактическая победа осталась неиспользованной из-за нерешительности главнокомандующего Меласа, с которым у Гадика впоследствии возник спор о компетенции.
В битве при Маренго 14 июня 1800 года Гадик командовал первой главной колонной в центре. Он был тяжело ранен в ожесточенных боях за ручей Фонтаноне. Его солдаты доставили его в Алессандрию, где он умер через несколько недель, 24 июля 1800 года, в возрасте 43 лет.
Гадик был прекрасным наездником и фехтовальщиком, прославился своими познаниями в картографии, благодаря чему проявил себя в качестве штабного офицера, участвуя в планировании военных операций. Он также приобрел частичные знания в области медицины. Он также был противником меценатства и кумовства в армии, хотя сам, как сын известного отца, в молодости пережил стремительную карьеру.

## Семья
В 1781 году Карл Йозеф женился на графине Марии Терезии Краковской фон Коловрат (1756—1844), дочери чешского верховного судьи Прокопа II Краковского фон Коловрат. В их браке родились сыновья Вильгельм Карл (1784—1819) и Фридрих Андреас (1786—1839); оба позже служили в армии.